# 1940年代
1940年代（せんきゅうひゃくよんじゅうねんだい）は、西暦（グレゴリオ暦）1940年から1949年までの10年間を指す十年紀。この項目では、国際的な視点に基づいた1940年代について記載する。

## できごと

### 1941年
- 日本軍のマレー半島上陸（マレー作戦）や真珠湾攻撃により太平洋戦争勃発。
- バルバロッサ作戦の発動。独ソ戦の開始

### 1942年
- 日本海軍がミッドウェー海戦で大敗。
- ドイツ軍がエル・アラメインの戦いで敗北。

### 1943年
- ドイツ軍がスターリングラード攻防戦に大敗。

### 1944年
- ノルマンディー上陸作戦。

### 1945年
- 原子爆弾（核兵器）を実戦で初使用。
- 第二次世界大戦（太平洋戦争）終戦。
- 国際連合設立。
- 冷戦の始まり（アメリカに代表される西側陣営とソ連に代表される東側陣営の対立および各地での代理戦争）。
- アジア、アフリカでの旧植民地の独立および独立運動。

### 1947年
- インドとパキスタン、分離独立。
- アメリカ、空軍を設置。

### 1948年
- 第一次中東戦争。
- アイルランド、イギリスから独立。
- ユーゴスラビア、ソ連と対立し、コミンフォルムから追放される。

### 1949年
- 北大西洋条約機構（NATO）設立。
- 大陸での国共内戦に中国共産党軍が勝利し、中国国民党率いる中華民国政府が台湾に遷都。中国共産党が中国大陸に中華人民共和国を樹立。

## 戦争と政治
- 第二次世界大戦（太平洋戦争）勃発
- 原子爆弾投下、終戦
- 日本国憲法を公布、施行

## 文化
- ジャッキー・ロビンソン、大リーグ初の黒人選手となる。
- アメリカン・コミックスの黄金時代。
- アメリカ映画の製作本数がピークに。1940年代末ハリウッドの黄金時代は、テレビの登場とスタジオ・システムの崩壊により終焉する。
- モダン・ジャズの時代。ビバップが現れる。
- リズム・アンド・ブルースが誕生する。
- テレビの放送が始まる。

## 人物

### アメリカとヨーロッパ

#### 政治と軍事
- フィリップ・ペタン（1856年 - 1951年）
- カール・グスタフ・エミール・マンネルヘイム（1867年 - 1951年）
- ピエトロ・バドリオ（1871年 - 1956年）
- コーデル・ハル（1871年 - 1955年）
- レオン・ブルム（1872年 - 1950年）
- ウィンストン・チャーチル（1874年 - 1965年）
- ピウス12世（1876年 - 1958年）
- ヨシフ・スターリン（1878年 - 1953年）
- ウィリアム・ベヴァリッジ（1879年 - 1963年）
- ジョージ・マーシャル（1880年 - 1959年）
- アルチーデ・デ・ガスペリ（1881年 - 1954年）
- フランクリン・ルーズベルト（1882年 - 1945年）
- イオン・アントネスク（1882年 - 1946年）
- ベニート・ムッソリーニ（1883年 - 1945年）
- クレメント・アトリー（1883年 - 1967年）
- ハリー・トルーマン（1884年 - 1972年）
- ジョージ・パットン（1885年 - 1945年)
- ヴィドクン・クヴィスリング（1887年 - 1945年）
- アドルフ・ヒトラー（1889年 - 1945年）
- リスト・リュティ（1889年 - 1956年）
- シャルル・ド・ゴール（1890年 - 1970年）
- ヴャチェスラフ・モロトフ（1890年 - 1986年）
- エルヴィン・ロンメル（1891年 - 1944年）
- カール・デーニッツ（1891年 - 1980年）
- ヨシップ・ブロズ・チトー（1892年 - 1980年）
- ヨアヒム・フォン・リッベントロップ（1893年 - 1946年）
- ジョージ6世（1895年 - 1952年）
- クレメント・ゴットワルト（1896年 - 1953年）
- ゲオルギー・ジューコフ（1896年 - 1974年）
- アンドレイ・ジダーノフ（1896年 - 1948年）
- レズリー・グローヴス（1896年 - 1970年）
- ヨーゼフ・ゲッベルス（1897年 - 1945年）
- ジョージ・ケナン（1904年 - 2005年）
- アルベルト・シュペーア（1905年 - 1981年）

#### 哲学と思想
- ルートヴィヒ・ビンスワンガー（1881年 - 1966年）
- メラニー・クライン（1882年 - 1960年）
- ルドルフ・カール・ブルトマン（1884年 - 1976年）
- エティエンヌ・ジルソン（1884年 - 1978年）
- パウル・ティリッヒ（1886年 - 1965年）
- カール・ポランニー（1886年 - 1964年）
- エルンスト・ローベルト・クルティウス（1886年 - 1956年）
- ルース・ベネディクト（1887年 - 1948年）
- マックス・ピカート（1888年 - 1963年）
- ジークフリート・クラカウアー（1889年 - 1966年）
- エーディト・シュタイン（1891年 - 1942年）
- エーリヒ・アウエルバッハ（1892年 - 1957年）
- マージョリー・ホープ・ニコルソン（1894年 - 1981年）
- ミハイル・バフチン（1895年 - 1975年）
- マックス・ホルクハイマー（1895年 - 1973年）
- アンナ・フロイト（1895年 - 1982年）
- ジョルジュ・バタイユ（1897年 - 1962年）
- ゲルショム・ショーレム（1897年 - 1982年）
- カール・ケレーニイ（1897年 - 1973年）
- ベンジャミン・ウォーフ（1897年 - 1941年）
- ケネス・バーク（1897年 - 1993年）
- マルセル・グリオール（1898年 - 1956年）
- フリードリヒ・ハイエク（1899年 - 1992年）
- エーリヒ・フロム（1900年 - 1980年）
- ジョゼフ・ニーダム（1900年 - 1995年）
- ハーバート・バターフィールド（1900年 - 1979年）
- ギルバート・ライル（1900年 - 1976年）
- フランツ・レオポルド・ノイマン（1900年 - 1954年）
- アレクサンドル・コジェーヴ（1902年 - 1968年）
- カール・ポパー（1902年 - 1994年）
- フェルナン・ブローデル（1902年 - 1985年）
- テオドール・アドルノ（1903年 - 1969年）
- ケネス・クラーク（1903年 - 1983年）
- ハンス・モーゲンソウ（1904年 - 1980年）
- ジョーゼフ・キャンベル（1904年 - 1987年）
- ジャン・ポール・サルトル（1905年 - 1980年）
- ディートリヒ・ボンヘッファー（1906年 - 1945年）
- モーリス・メルロー・ポンティ（1908年 - 1961年）
- シモーヌ・ド・ボーヴォワール（1908年 - 1986年）
- シモーヌ・ヴェイユ（1909年 - 1943年）
- ジョン・ラングショー・オースティン（1911年 - 1960年）

#### 文学
- シュテファン・ツヴァイク（1881年 - 1942年）
- ニコス・カザンザキス（1883年 - 1957年）
- ヘルマン・ブロッホ（1886年 - 1951年）
- レイモンド・チャンドラー（1888年 - 1959年）
- ピエール・ドリュ＝ラ＝ロシェル（1893年 - 1945年）
- ハンス・ヘニー・ヤーン（1894年 - 1958年）
- ポール・エリュアール（1895年 - 1952年）
- ルイ・アラゴン（1897年 - 1982年）
- ポール・ギャリコ（1897年 - 1976年）
- ジョゼフ・ケッセル（1898年 - 1979年）
- アントワーヌ・ド・サン・テグジュペリ（1900年 - 1944年）
- ハンス・エーリヒ・ノサック（1901年 - 1977年）
- ヴェルコール（1902年 - 1991年）
- イーヴリン・ウォー（1903年 - 1966年）
- アーサー・ケストラー（1905年 - 1983年）
- ルネ・シャール（1907年 - 1988年）
- ロバート・アンスン・ハインライン（1907年 - 1988年）
- チェーザレ・パヴェーゼ（1908年 - 1950年）
- ウィリアム・サローヤン（1908年 - 1981年）
- ジャン・ジュネ（1910年 - 1986年）
- テネシー・ウィリアムズ（1911年 - 1983年）
- トーベ・ヤンソン（1914年 - 2001年）
- アーサー・ミラー（1915年 - 2005年）
- ノーマン・メイラー（1923年 - 2007年）
- ゴア・ヴィダル（1925年 - 2012年）
- アンネ・フランク（1929年 - 1945年）

#### 芸術
- グランマ・モーゼス（1860年 - 1961年）
- エドワード・ホッパー（1882年 - 1967年）
- ヨゼフ・アルバース（1888年 - 1976年）
- ベン・ニコルソン（1894年 - 1982年）
- ノーマン・ロックウェル（1894年 - 1978年）
- ヘンリー・ムーア（1898年 - 1986年）
- ジャン・フォートリエ（1898年 - 1964年）
- ルーチョ・フォンタナ（1899年 - 1968年）
- ジャン・デュビュッフェ（1901年 - 1985年）
- バーバラ・ヘップワース（1903年 - 1975年）
- シャルロット・ペリアン（1903年 - 1999年）
- フェリックス・ヌスバウム（1904年 - 1944年）
- アーシル・ゴーキー（1904年 - 1948年）
- セルジュ・ポリアコフ（1906年 - 1969年）
- チャールズ・イームズ（1907年 - 1978年）
- ブルーノ・ムナーリ（1907年 - 1998年）
- リー・ミラー（1907年 - 1977年）
- アンリ・カルティエ・ブレッソン（1908年 - 2004年）
- ジョージ・ネルソン（1908年 - 1986年）
- ドロテア・タニング（1910年 - 2012年）
- イジス（1911年 - 1980年）
- ロベール・ドアノー（1912年 - 1994年）
- ジャクソン・ポロック（1912年 - 1956年）
- フランシス・グリュベール（1912年 - 1948年）
- ヴォルス（1913年 - 1951年）
- ニコラ・ド・スタール（1914年 - 1955年）
- アンドリュー・ワイエス（1917年 - 2009年）
- レオノーラ・キャリントン（1917年 - 2011年）
- ユージン・スミス（1918年 - 1978年）
- カレル・アペル（1921年 - 2006年）
- ベルナール・ビュフェ（1928年 - 1999年）

#### ファッション
- サルヴァトーレ・フェラガモ（1898年 - 1960年）
- クリスチャン・ディオール（1905年 - 1957年）

#### 音楽

##### クラシック音楽と現代音楽
- セルゲイ・プロコフィエフ（1891年 - 1953年）
- アラム・ハチャトゥリアン（1903年 - 1978年）
- ドミートリイ・ショスタコーヴィチ（1906年 - 1975年）
- オリヴィエ・メシアン（1908年 - 1992年）
- ベンジャミン・ブリテン （1913年 - 1976年）
- ユーディ・メニューイン（1916年 - 1999年）
- ピエール・ブーレーズ（1925年 - 2016年）

##### ポピュラー音楽
- エディット・ピアフ（1915年 - 1963年）

#### 映画・演劇・舞踏
- ジョン・フォード（1894年 - 1973年）
- アルレッティ（1898年 - 1992年）
- ハンフリー・ボガート（1899年 - 1957年）
- ジェームズ・キャグニー（1899年 - 1986年）
- スペンサー・トレイシー（1900年 - 1967年）
- ヴィットリオ・デ・シーカ（1901年 - 1974年）
- ウィリアム・ワイラー（1902年 - 1981年）
- ジョルジュ・サドゥール（1904年 - 1967年）
- ケーリー・グラント（1904年 - 1986年）
- ヘンリー・フォンダ（1905年 - 1982年）
- マルセル・カルネ（1906年 - 1996年）
- ロベルト・ロッセリーニ（1906年 - 1977年）
- ビリー・ワイルダー（1906年 - 2002年）
- キャロル・リード（1906年 - 1976年）
- ローレンス・オリヴィエ（1907年 - 1989年）
- ジョン・ウェイン（1907年 - 1979年）
- キャサリン・ヘプバーン（1907年 - 2003年）
- ジェームズ・ステュアート（1908年 - 1997年）
- ジャン・マレー（1913年 - 1998年）
- イングリッド・バーグマン（1915年 - 1982年）
- ジョーン・フォンテイン（1917年 - 2013年）
- リタ・ヘイワース（1918年 - 1987年）
- マルセル・マルソー（1923年 - 2007年）
- ローレン・バコール（1924年 - 2014年）

#### 科学と技術
- アレクサンダー・フレミング（1881年 - 1955年）
- レオ・シラード（1898年 - 1964年）
- エンリコ・フェルミ（1901年 - 1954年）
- ロバート・オッペンハイマー（1904年 - 1967年）
- ジョージ・ガモフ（1904年 - 1968年）
- アンドレ・ヴェイユ（1906年 - 1998年）
- アラン・チューリング（1912年 - 1954年）
- クロード・シャノン（1916年 - 2001年）

#### 探検
- トール・ヘイエルダール（1914年 - 2002年）

#### その他
- ヤヌシュ・コルチャック（1878年 - 1942年）
- ビリー・サウスワース（1893年 - 1969年）
- マキシミリアノ・コルベ（1894年 - 1941年）
- カール・エルンスト・クラフト（英語版）（1900年 - 1945年）
- クラウス・フォン・シュタウフェンベルク（1907年 - 1944年）
- オスカー・シンドラー（1908年 - 1974年）
- ジョー・ディマジオ（1914年 - 1999年）
- ウィル・アイズナー（1917年 - 2005年）
- ルー・ブードロー（1917年 - 2001年）
- テッド・ウィリアムズ（1918年 - 2002年）

### ラテンアメリカ
- ガブリエラ・ミストラル（1889年 - 1957年）
- フアン・ペロン（1895年 - 1974年）
- ホルヘ・ルイス・ボルヘス（1899年 - 1986年）
- ルイス・バラガン（1902年 - 1988年）
- アレホ・カルペンティエル（1904年 - 1980年）
- ラモン・メルカデル（1914年 - 1978年）
- エバ・ペロン（1919年 - 1952年）

### 西アジア
- アブドゥッラー1世（1882年 - 1951年）
- ダヴィド・ベン・グリオン（1886年 - 1973年）
- アミーン・フサイニー（1895年 - 1974年）
- ザキー・アル＝アルスーズィー（1900年 - 1968年）
- モハンマド＝ホセイン・タバータバーイー（英語版）（1903年 - 1981年）

### 南アジア
- ヴァッラブバーイー・パテール（1875年 – 1950年）
- ムハンマド・アリー・ジンナー（1876年 - 1948年）
- ジャワハルラール・ネルー（1889年 - 1964年）
- ビームラーオ・アンベードカル（1891年 - 1956年）
- スバス・チャンドラ・ボース（1897年 - 1945年）
- ルイス・マウントバッテン（1900年 - 1979年）

### 東南アジア
- マニュエル・ケソン（1878年 - 1944年）
- セルヒオ・オスメニャ（1878年 - 1961年）
- プレーク・ピブーンソンクラーム（1887年 - 1964年）
- ホー・チ・ミン（1890年 - 1969年）
- ナラーティップポンプラパン（1891年 - 1976年）
- ホセ・ラウレル（1891年 - 1959年）
- マニュエル・ロハス（1892年 - 1948年）
- バー・モウ（1893年 - 1977年）
- スカルノ（1901年 - 1970年）
- モハマッド・ハッタ（1902年 - 1980年）
- ウ・ヌー（1907年 - 1995年）
- バオ・ダイ（1913年 - 1997年）
- アウンサン（1915年 - 1947年）
- ラーマ8世（1925年 - 1946年）
- ラーマ9世（1927年 - 2016年）

### 中国
- 汪兆銘（1883年 - 1944年）
- 周作人（1885年 - 1967年）
- 熊十力（1885年 - 1968年）
- 朱徳（1886年 - 1976年）
- 蔣介石（1887年 - 1975年）
- 陳璧君（1891年 - 1959年）
- 陳公博（1892年 - 1946年）
- 郭沫若（1892年 - 1978年）
- 毛沢東（1893年 - 1976年）
- 宋慶齢（1893年 - 1981年）
- 徐悲鴻（1895年 - 1953年）
- 郁達夫（1896年 - 1945年）
- 茅盾（1896年 - 1981年）
- 周仏海（1897年 - 1948年）
- 繆斌（1899年 - 1946年）
- 老舎（1899年 - 1966年）
- 聞一多（1899年 - 1946年）
- 丁玲（1904年 - 1986年）
- 巴金（1904年 - 2005年）

### 韓国
- 李承晩（1875年 - 1965年）
- 金九（1876年 - 1949年）
- 金奎植（1881年 - 1950年）
- 呂運亨（1886年 - 1947年）
- 金元鳳（1898年 - 1958年）